# Raja laevis
'Raja laevis''' es una especie de peces de la familia de los Rajidae en el orden de los Rajiformes.

## Morfología
Los machos pueden llegar a alcanzar los  cm de longitud total y 18 kg de peso.

## Alimentación
Come moluscos bivalvos, calamars, cangrejos, langostas, gambas, gusanos y peces hueso. 

## Reproducción
Es ovíparo y las hembras ponen huevos envueltos en una cápsula córnea.

## Hábitat
Es un pez de mar y Clima templado y demersal que vive entre 0–750 m de profundidad.

## Distribución geográfica
Se encuentra en el Océano Atlántico occidental: desde el sur del Golfo de San Lorenzo (el Canadá) hasta Carolina del Norte (los Estados Unidos ).

## Observaciones
Es inofensivo para los humanos.
Actualmente está en peligro de extinción, y es una especie vulnerable para la IUCN. No es una especie comercial, pero el uso de arrastreros la puso en peligro.